# いーむす・アキ
いーむす・アキ（生年不詳 - 2020年6月7日）は、日本の成年漫画家。広島県出身。

## 経歴

### 漫画家デビュー
2005年にワニマガジン社の成人向け漫画雑誌『COMIC快楽天』でデビュー。それ以降、主に同出版社の雑誌で執筆しており、アダルトコミック業界において著名な人物の一人だった。
最初期にFAKKUと公式提携しており、同社から40作品以上の成人向け漫画をリリースした。

### 死去
2020年7月26日付けのワニマガジン社ウェブサイト、および7月29日発売の『COMIC快楽天』2020年9月号、8月17日発売の『COMIC失楽天』2020年10月号、またFAKKUにおいて訃報が掲載され、6月7日に死去したと公表された。死因は明らかにされていない。
4Gamers、Anime News Network、鏡週刊、ComicBook.comは、著名なヘンタイ、NSFWアーティストとしていーむす・アキの死を相次いで報じた。Twitter上で、いーむす・アキのファンは作家の貢献に対して感謝を表明した。面識のあった村田蓮爾は、いーむす・アキの冥福を祈るコメントを発表した。

## 作風
特徴的な彩色スタイルと、ふっくらとした体の女性を細い線で描くことで知られており、巨乳、熟女、女子高生など、多様な主題を執筆する。

## 作品リスト
以下のものは全て成人向け、発売元はワニマガジン社、レーベルはワニマガジンコミックススペシャル。

### 単行本
1. 『いとしのみゆ先生♥』[8] 2007年12月発売、ISBN 978-4-86269-037-1
2. 『若奥様解放区』[9] 2008年10月発売、ISBN 978-4-86269-059-3
3. 『とろけるからだ』[10] 2009年3月発売、ISBN 978-4-86269-081-4
4. 『コイセヨオトメ』[11] 2010年2月発売、ISBN 978-4-86269-116-3
5. 『モノノケアクメ』[12] 2010年10月29日発売[13]、ISBN 978-4-86269-145-3
6. 『とろけるあそび』[14] 2011年9月1日発売[15]、ISBN 978-4-86269-176-7
7. 『やわはだおとめ』[16] 2013年1月31日発売[17]、ISBN 978-4-86269-231-3
8. 『ヌレスジ』[18] 2015年1月30日発売[19]、ISBN 978-4-86269-353-2
9. 『とろまんスタイル』[20] 2016年9月23日発売[21]、ISBN 978-4-86269-448-5
英題：Honey Pot Style
10. 『きもちいーむすめ』[22] 2018年6月29日発売[23]、ISBN 978-4-86269-568-0
11. 『したくてしたくて』 2020年6月30日発売[24]、ISBN 978-4-86269-713-4
  - 混浴女子 （COMIC X-EROS #69）
  - ママのカレ （COMIC快楽天 2019年2月号）
  - 洗濯屋の二人 （COMIC快楽天 2019年7月号）
  - こうゆうカンケイ （COMIC快楽天 2018年11月号）
  - メイクさんのおしごと （COMIC快楽天 2018年8月号）
  - 性徴期モデル （COMIC快楽天 2019年11月号）
  - ナースのイキヌキ （COMIC X-EROS #64）
  - アニノイヌマニ （COMIC快楽天 2020年1月号）
  - 異世界エロスとブタ野郎 前編 （COMIC快楽天 2020年3月号）
  - 異世界エロスとブタ野郎 後編 （COMIC快楽天 2020年5月号）
12. 『いーむすまみれ』 2020年11月13日発売[25]、ISBN 978-4-86269-744-8
単行本未収録作品を多数含む、ベスト選集単行本[26]。
  - とろまんムスメ （COMIC快楽天 2016年11月号）
  - シェアしよっ！ （9冊目の単行本『とろまんスタイル』）
  - 濡れ宿り （6冊目の単行本『とろけるあそび』）
  - きのこの山 （COMIC失楽天 2007年11月号）
  - アイドル育性計画 （4冊目の単行本『コイセヨオトメ』）
  - 溜り場 （COMIC X-EROS #54）
  - 田舎はする事が無い （8冊目の単行本『ヌレスジ』）
  - 滑りごこち （COMIC快楽天 2019年4月号）
  - 熱体少女 （3冊目の単行本『とろけるからだ』）
  - 熱体少女２ （COMIC快楽天 2010年2月号）
  - 熱体委員長 （COMIC快楽天 2009年6月号）
  - モテナシ （9冊目の単行本『とろまんスタイル』）
  - おかず家族 （6冊目の単行本『とろけるあそび』）
  - おかず少女 （6冊目の単行本『とろけるあそび』）
  - アネキ （COMIC快楽天 2010年3月号）
  - 若奥様解放区〜宴のはじまり〜 （2冊目の単行本『若奥様解放区』）
  - 釣りギャル！ （10冊目の単行本『きもちいーむすめ』）
  - イキたがりっ！ （8冊目の単行本『ヌレスジ』）
  - いっしょにあそぼ♡ （4冊目の単行本『コイセヨオトメ』）
  - 妖怪発情記 かぱかぱ （5冊目の単行本『モノノケアクメ』）
  - 散り花 （COMIC快楽天 2010年12月号）
  - 少女Y （7冊目の単行本『やわはだおとめ』）
  - いとしのみゆ先生♡ 番外編・おかたづけ （1冊目の単行本『いとしのみゆ先生♥』）
  - 焼き鳥千鳥 （未発表下描き）